# Samuel Hoffman
Samuel J. Hoffman (* 23. Juli 1903 in Manhattan; † 6. Dezember 1967) war ein amerikanischer Arzt für Podiatrie und Musiker. Bekannt wurde er durch sein Theremin-Spiel für diverse Soundtracks. Sein Album Music Out of the Moon war eines der zwei Alben, das Neil Armstrong beim Flug der Apollo 11 zum Mond mitnahm.
Hoffman arbeitete als Arzt in Los Angeles. 
Hoffman hatte in seiner Jugend bei Ovide Musik die Geige gelernt und spielte unter anderem in einer Tanzband für Abendveranstaltungen. Während er noch in New York City lebte, hatte ihm ein Bekannter ein Theremin gegeben, um damit eine Schuld auszulösen. Hoffman gründete 1936 unter dem Pseudonym Hal Hope eine Band mit elektronischen Instrumenten, das in New Yorks Nachtleben einige Bekanntheit erlangte. Hoffman spielte in der 9-Mann-Band wechselnd Geige und Theremin, insbesondere das neuartige Theremin aber machte Hal Hope zum Stadtgespräch, und sorgte für Präsenz in der Berichterstattung über das New Yorker Nachtleben. Teilweise trat er auch in einem elektrischen Trio mit William Schuman auch am Theremin und Charles Paul an der Hammond-Orgel auf. 1938 übertrug CBS-Radio live Auftritte der Hal Hope Band im New Yorker Restaurant Queen Mary.
Nachdem Hoffman 1941 nach Hollywood gezogen war, ließ er sich in das Verzeichnis der Musikergewerkschaft von Hollywood aufnehmen, und gab aus einer Laune heraus das Theremin als eines von mehreren Instrumenten an.
Der Komponist Miklós Rózsa kontaktierte Hoffman für den Soundtrack zum Film Ich kämpfe um dich. Rozsas Favoritin, die bekannte Theremin-Spielerin Clara Rockmore hatte sich geweigert, das Instrument für Spuk-Effekte einzusetzen. Hoffman war der einzige Theremin-Spieler in der Gewerkschaftsliste, der fließend Noten lesen konnte. Der Filmsoundtrack, dessen damals neuartiger Theremin-Klang ein prägendes Element war, gewann einen Oscar. Hoffman trug mit seinem Spiel dazu bei, das Theremin zu einem festen Bestandteil von Science-Fiction Soundtracks der 1950er und 1960er zu machen, ebenso hatte er zahlreiche Auftritte und Aufträge für das Fernsehen.

## Filmografie
- Ich kämpfe um dich (1945)
- Das verlorene Wochenende (1945)
- Die Wendeltreppe (1945)
- The Red House (1947)
- The Pretender (1947)
- Der Weg nach Rio (1947)
- Flucht ohne Ausweg (1948)
- Geld oder Liebe (1948)
- Impact (1949)
- She Shoulda Said No! (1949)
- Oriental Evil (1950)
- Rakete Mond startet  (1950)
- Fancy Pants (1950)
- Let's Dance (1950)
- Das Ding aus einer anderen Welt (1951)
- Der Tag, an dem die Erde stillstand (1951)
- Phantom from Space (1953)
- Gefahr aus dem Weltall (1953)
- Die 5000 Finger des Dr. T. (1953)
- Project Moon Base (1953)
- The Mad Magician (1954)
- Die letzten Sieben (1955)
- Please Murder Me (1956)
- Die zehn Gebote (1956)
- Voodoo Island (1957)
- The Delicate Delinquent (1957)
- Earth vs. the Spider (1958)
- Billy the Kid vs. Dracula (1966)